# فهرست شهرداران خرم‌آباد
فهرست شهرداران خرم‌آباد در این نوشتار آمده‌است.

## پیشینه
شهرداری خرم‌آباد فعالیت خود را در سال ۱۳۰۲ آغاز کرد. نخستین شهردار این شهر روح‌الله والی‌زاده و نخستین رئیس انجمن نیز صادق جوادی بود. شهرداری خرم‌آباد در محل فعلی خیابان حافظ بر سر یک سه راهی قرار داشته‌است. پشت بنای شهرداری به کوه متصل است که شعاع گسترش آن را محدود کرده‌است. پیش از انقلاب ۱۳۵۷ مجسمه‌ایی از رضا شاه بر بالای این ساختمان قرار داشت که پس از انقلاب آن را برداشتند. هم‌اکنون، ساختمان شهرداری در مکان دیگری قرار دارد و از این ساختمان به عنوان نگارستان استفاده می‌کنند.

## فهرست

علی‌محمد ساکی چهل و چهارمین شهردار و دارای طولانی‌ترین دوره مسئولیت در شهرداری خرم‌آباد

فهرست شهرداران:
| شهردار                 | شروع | پایان | وضعیت                       |
| ---------------------- | ---- | ----- | --------------------------- |
| رحیم‌خان معین‌السلطنه    | ۱۳۰۲ | ۱۳۰۴  | شهردار                      |
| جواد شجاع‌چاغروند       | ۱۳۰۴ | ۱۳۰۶  | شهردار                      |
| روح‌الله والی‌زاده       | ۱۳۰۶ | ۱۳۰۷  | شهردار                      |
| هدایت‌الله معینی        | ۱۳۰۷ | ۱۳۰۸  | شهردار                      |
| روح‌الله والی‌زاده       | ۱۳۰۸ | ۱۳۰۸  | سرپرست                      |
| جواد شجاع‌چاغروند       | ۱۳۰۸ | ۱۳۰۸  | شهردار برای بار دوم         |
| نصرت‌الله صفی‌پور        | ۱۳۰۹ | ۱۳۰۹  | سرپرست                      |
| طغرل                   | ۱۳۰۹ | ۱۳۰۹  | سرپرست                      |
| احمدعلی بنی‌آدم         | ۱۳۱۰ | ۱۳۱۲  | شهردار                      |
| علی ضرابی              | ۱۳۱۲ | ۱۳۱۴  | شهردار                      |
| حسین شریفی             | ۱۳۱۵ | ۱۳۱۷  | شهردار                      |
| هادی شاه‌نواز           | ۱۳۱۷ | ۱۳۱۹  | شهردار                      |
| خلیل هاشمی‌سنقری        | ۱۳۲۰ | ۱۳۲۰  | سرپرست                      |
| علی‌اکبر معدلی          | ۱۳۲۰ | ۱۳۲۱  | شهردار                      |
| حسین کمالیان           | ۱۳۲۲ | ۱۳۲۲  | شهردار                      |
| علی عابدی              | ۱۳۲۲ | ۱۳۲۴  | شهردار                      |
| محمدعلی رشدیه          | ۱۳۲۴ | ۱۳۲۴  | شهردار                      |
| خلیل هاشمی‌سنقری        | ۱۳۲۴ | ۱۳۲۴  | سرپرست                      |
| علی‌اکبر توانا          | ۱۳۲۵ | ۱۳۲۵  | شهردار                      |
| کریم منظمی             | ۱۳۲۵ | ۱۳۲۷  | شهردار                      |
| محمدحسین غضنفری        | ۱۳۲۷ | ۱۳۳۱  | شهردار                      |
| سیدغلام‌رضا اعظمی       | ۱۳۳۱ | ۱۳۳۱  | سرپرست                      |
| لطف‌علی قوامی           | ۱۳۳۱ | ۱۳۳۲  | فرماندار خرم‌آباد با حفظ سمت |
| احمد ضیایی             | ۱۳۳۲ | ۱۳۳۲  | سرپرست                      |
| نجم‌الدین لرستانی       | ۱۳۳۲ | ۱۳۳۵  | شهردار                      |
| احمد هدایتی            | ۱۳۳۵ | ۱۳۳۵  | سرپرست                      |
| محمدحسین غضنفری        | ۱۳۳۵ | ۱۳۳۶  | شهردار برای بار دوم         |
| جهانبخت                | ۱۳۳۶ | ۱۳۳۶  | شهردار                      |
| کلانتر                 | ۱۳۳۶ | ۱۳۳۶  | سرپرست                      |
| علی‌محمد سلیمانی        | ۱۳۳۶ | ۱۳۳۶  | شهردار                      |
| عبدالمجید بنایی        | ۱۳۳۶ | ۱۳۳۸  | شهردار                      |
| اسحق عین‌الهی           | ۱۳۳۸ | ۱۳۳۹  | شهردار                      |
| غلام‌حسین شفیع‌زاده      | ۱۳۳۹ | ۱۳۳۹  | شهردار                      |
| صلواتی                 | ۱۳۳۹ | ۱۳۳۹  | شهردار                      |
| یحیی شفاعی             | ۱۳۳۹ | ۱۳۳۹  | شهردار                      |
| ایرج رستمی             | ۱۳۳۹ | ۱۳۴۱  | شهردار                      |
| حسین معینی             | ۱۳۴۱ | ۱۳۴۱  | سرپرست                      |
| عباس‌قلی احمدوزیر       | ۱۳۴۲ | ۱۳۴۱  | شهردار                      |
| نصرت‌الله نوری          | ۱۳۴۲ | ۱۳۴۲  | سرپرست                      |
| یحیی شفاعی             | ۱۳۴۲ | ۱۳۴۳  | شهردار                      |
| علی شریعتی‌مقدم         | ۱۳۴۴ | ۱۳۴۸  | شهردار                      |
| حسین سرکشیک            | ۱۳۴۸ | ۱۳۵۰  | شهردار                      |
| مظفر مظفری             | ۱۳۵۰ | ۱۳۵۰  | سرپرست                      |
| علی‌محمد ساکی           | ۱۳۵۰ | ۱۳۵۶  | شهردار                      |
| ناصر (خانجان) میر      | ۱۳۵۶ | ۱۳۵۷  | شهردار                      |
| امیرهوشنگ محتشم        | ۱۳۵۷ | ۱۳۵۷  | شهردار                      |
| مظفر مظفری             | ۱۳۵۷ | ۱۳۵۷  | سرپرست                      |
| محمدحسین کیانی         | ۱۳۵۷ | ۱۳۵۸  | شهردار                      |
| مظفر مظفری             | ۱۳۵۸ | ۱۳۵۸  | سرپرست                      |
| محمدحسین توکل          | ۱۳۵۸ | ۱۳۵۸  | شهردار                      |
| حسین غلامی‌طوق‌چی        | ۱۳۵۹ | ۱۳۵۹  | شهردار                      |
| نعمت‌الله پورمند        | ۱۳۵۹ | ۱۳۵۹  | شهردار                      |
| نیازعلی سپهوند         | ۱۳۵۹ | ۱۳۵۹  | شهردار                      |
| عزت‌الله فعلی           | ۱۳۵۹ | ۱۳۶۰  | شهردار                      |
| محمدرضا ولدی           | ۱۳۶۰ | ۱۳۶۲  | شهردار                      |
| نورمحمد فردی‌بیرانوند   | ۱۳۶۲ | ۱۳۶۴  | شهردار                      |
| محمدتقی صابری‌انصاری    | ۱۳۶۴ | ۱۳۶۶  | شهردار                      |
| اسماعیل دوستی          | ۱۳۶۶ | ۱۳۷۰  | شهردار                      |
| فضل‌الله حکیمی          | ۱۳۷۰ | ۱۳۷۱  | شهردار                      |
| روح‌الله احمدلو         | ۱۳۷۱ | ۱۳۷۳  | شهردار                      |
| محمدرضا ولدی           | ۱۳۷۳ | ۱۳۷۳  | سرپرست برای بار دوم         |
| ستار سیفی              | ۱۳۷۳ | ۱۳۷۶  | شهردار                      |
| رضا روستایی            | ۱۳۷۶ | ۱۳۷۹  | شهردار                      |
| محمدرضا بهاروند        | ۱۳۷۹ | ۱۳۸۱  | شهردار                      |
| محمد خدامی             | ۱۳۸۱ | ۱۳۸۱  | سرپرست                      |
| حسین علی‌قلی‌زاده        | ۱۳۸۱ | ۱۳۸۲  | شهردار                      |
| مسعود مختاری           | ۱۳۸۲ | ۱۳۸۶  | شهردار                      |
| هرمز نصیری             | ۱۳۸۶ | ۱۳۸۶  | سرپرست                      |
| علی‌رضا صادقی           | ۱۳۸۶ | ۱۳۸۶  | سرپرست                      |
| محمد خدامی             | ۱۳۸۶ | ۱۳۸۷  | شهردار برای بار دوم         |
| رحیم محمدحسینی         | ۱۳۸۷ | ۱۳۸۸  | سرپرست                      |
| حشمت‌الله امیری‌امرایی   | ۱۳۸۸ | ۱۳۸۸  | شهردار                      |
| محمدولی بهاروند        | ۱۳۸۸ | ۱۳۸۸  | شهردار                      |
| وحید رشیدی             | ۱۳۸۸ | ۱۳۹۰  | شهردار                      |
| محمد حسین‌پور           | ۱۳۹۰ | ۱۳۹۰  | شهردار                      |
| هرمز نصیری             | ۱۳۹۰ | ۱۳۹۱  | شهردار                      |
| یحیی عیدی‌بیرانوند      | ۱۳۹۲ | ۱۳۹۲  | سرپرست                      |
| محمد مهرابی            | ۱۳۹۲ | ۱۳۹۳  | شهردار                      |
| سیاوش سپهوند           | ۱۳۹۳ | ۱۳۹۳  | شهردار                      |
| یحیی عیدی‌بیرانوند      | ۱۳۹۳ | ۱۳۹۶  | شهردار                      |
| وحید رشیدی             | ۱۳۹۶ | ۱۳۹۸  | شهردار                      |
| محمد شریفی مقدم        | ۱۳۹۸ | ۱۴۰۰  | شهردار                      |
| سعید فتوحی             | ۱۴۰۰ | ۱۴۰۱  | شهردار                      |
| داریوش بارانی بیرانوند | ۱۴۰۱ | ۱۴۰۲  | سرپرست                      |
| داریوش بارانی بیرانوند | ۱۴۰۲ | اکنون | شهردار                      |